# Csökmő, Hajdú-Bihar
Csökmő  este un sat în districtul Berettyóújfalu, județul Hajdú-Bihar, Ungaria, având o populație de 2.038 de locuitori (2011). 

## Demografie
Componența etnică a satului Csökmő
     Maghiari (95,34%)
     Romi (4,48%)
     Germani (0,17%)
Componența confesională a satului Csökmő
     Reformați (41,17%)
     Fără religie (27,87%)
     Romano-catolici (3,93%)
     Necunoscută (26,3%)
     Alte religii (0,88%)
Conform recensământului din 2011, satul Csökmő avea 2.038 de locuitori. Din punct de vedere etnic, majoritatea locuitorilor (95,34%) erau maghiari, cu o minoritate de romi (4,48%). Nu există o religie majoritară, locuitorii fiind reformați (41,17%), persoane fără religie (27,87%) și romano-catolici (3,93%). Pentru 26,3% din locuitori nu este cunoscută apartenența confesională.